# 什里贡达
什里贡达（Shrigonda）是印度马哈拉施特拉邦艾哈邁德訥格爾縣的一个城镇。总人口26331（2001年）。

## 人口
该地2001年总人口26331人，其中男性13619人，女性12712人；0—6岁人口3248人，其中男1719人，女1529人；识字率70.59%，其中男性为77.15%，女性为63.55%。